# Mussetta di Sotto
Mussetta di Sotto è un quartiere di San Donà di Piave, posto nella zona occidentale del centro urbano. Sebbene lo statuto comunale non ne definisca i confini, la superficie del quartiere può essere individuata nell'area compresa tra la Ferrovia Venezia-Trieste, il corso del fiume Piave, la zona dello Jutificio (al confine con il comune di Noventa di Piave) e la frazione di Mussetta di Sopra.
Nell'uso è diffusa la denominazione non ufficiale di Mussetta.

## Storia

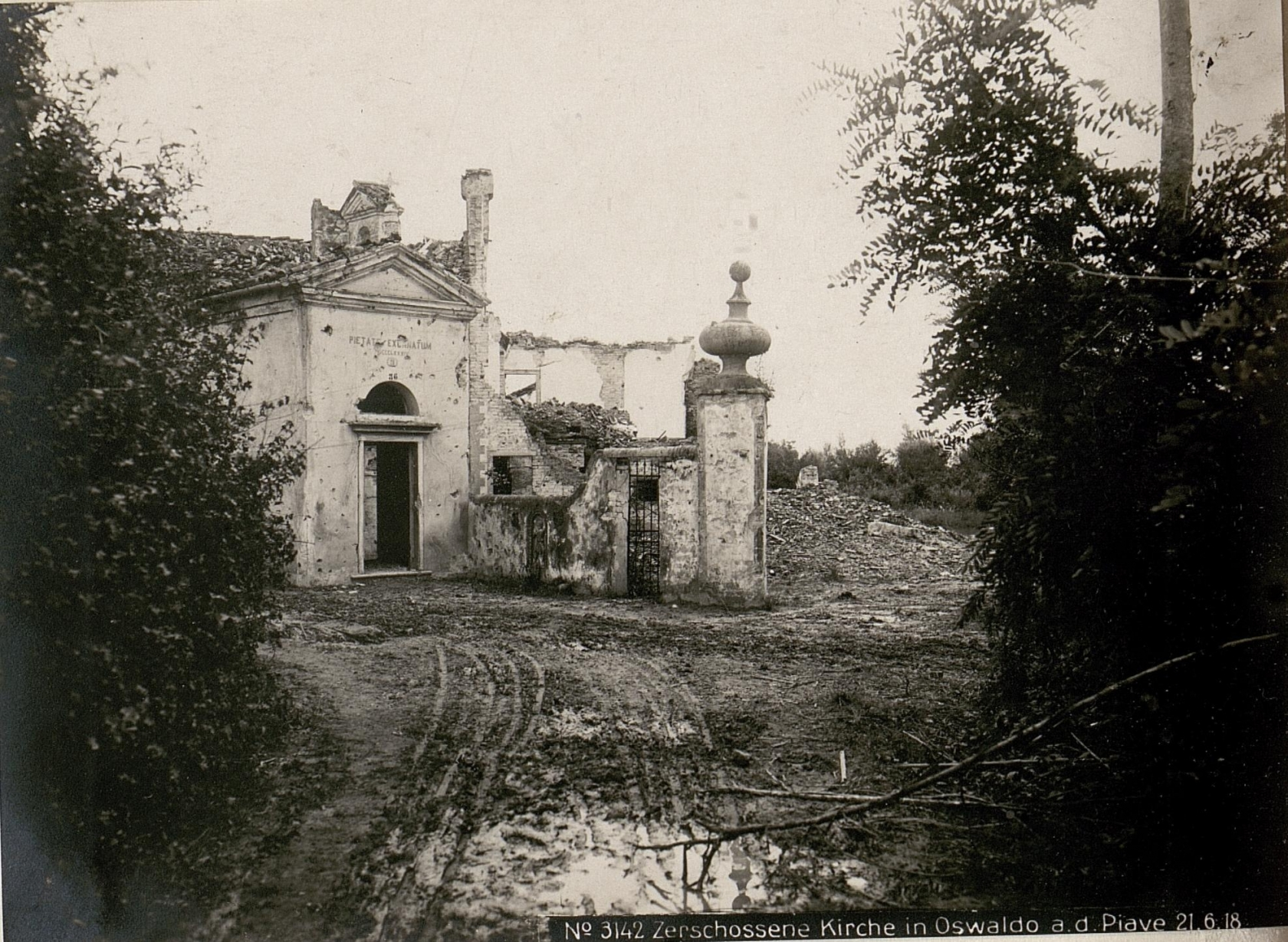
La chiesetta di San Martino nel 1918, danneggiata in seguito all’offensiva del Piave

Unitamente alla frazione di Mussetta di Sopra fu comune autonomo dal 1805 al 1807 nel Regno d'Italia napoleonico.
Nelle relazioni delle visite pastorali dei vescovi Giuseppe Grasser e Sebastiano Soldati avvenute nel 1827 e nel 1837, è menzionata a Mussetta di Sotto una chiesa dedicata a sant'Osvaldo. Il giuspatronato della chiesa apparteneva ai Pisani, famiglia che possedeva parte dei terreni di Mussetta di Sotto. Fu proprio ad opera di un Pisani, il conte Vettor, che negli anni Quaranta del XIX secolo fu incentivata nella zona la coltivazione dei gelsi.
Nel 1908, per iniziativa dell'ingegner Giovanni Battista Dall'Armi, fu aperto uno stabilimento per la lavorazione della juta nei pressi del confine con il comune di Noventa di Piave. Alla fine degli anni venti, lo Jutificio impiegava 680 lavoratori.
La Grande Guerra sconvolse il territorio, posizionato lungo il fronte del Piave. I combattimenti comportarono danni ingenti, tra cui la distruzione della più importante tenuta agricola della zona. Di proprietà della famiglia Trentin e posta lungo Via Centenario, la tenuta aveva il proprio centro in una fattoria del XV secolo.
Tra il 1941 e il 1942 furono aperte al culto le chiese frazionali di Mussetta di Sotto e della vicina Mussetta di Sopra.
Il 31 dicembre 1962 il vescovo di Treviso Antonio Mistrorigo istituì la parrocchia di Santa Maria Assunta di Mussetta. Con la scelta di intitolare la parrocchia all'Assunzione della Vergine si intese riallacciarsi alla celebrazione della festa dell'Assunta presso la chiesetta dello Jutificio e alla proclamazione nel 1950 del dogma dell'Assunzione da parte di Pio XII. Tra il 1962 e il 1963 fu costruito il nuovo asilo e nel 1965 la prima visita pastorale ricordava 2 305 abitanti.

## Monumenti e luoghi d'interesse
- Villa Ancillotto (XVIII secolo), antica villa nobiliare immersa in un grande parco e residenza di Giannino Ancillotto. Fu ricostruita dopo la prima guerra mondiale[10];
- Parco della Scultura in Architettura (1991), accoglie installazioni e sculture di artisti e designer di fama internazionale;
- Chiesa parrocchiale di Santa Maria Assunta (1967), edificata su progetto dell'architetto Angelo Polesello[11], conserva al suo interno reperti lapidei scolpiti di epoca medievale e rinascimentale;
- Chiesa della Madonna dei Miracoli (1941), sita in località Jutificio, chiusa al pubblico ed in avanzato stato di degrado;
- Chiesetta di San Martino, cappella privata in via Centenario.